# Distrikt Buenos Aires (Morropón)
Der Distrikt Buenos Aires liegt in der Provinz Morropón der Region Piura in Nordwest-Peru. Der Distrikt wurde am 20. Januar 1944 gegründet. Er hat eine Fläche von 248 km². Beim Zensus 2017 lebten 9735 Einwohner im Distrikt. Im Jahr 1993 betrug die Einwohnerzahl 10.111, im Jahr 2007 8753. Verwaltungssitz ist die 135 m hoch gelegene Kleinstadt Buenos Aires mit 3609 Einwohnern (Stand 2017). Buenos Aires liegt knapp 30 km südöstlich der Provinzhauptstadt Chulucanas.

## Geographische Lage
Der Distrikt Buenos Aires liegt zentral in der Provinz Morropón. Der Distrikt erstreckt sich über die Westflanke der peruanischen Westkordillere. Der Río Piura durchquert den westlichen Teil des Distrikts in nordwestlicher Richtung. Dessen rechter Nebenfluss Río Corrales fließt entlang der nordwestlichen Distriktgrenze nach Westen.
Der Distrikt Buenos Aires grenzt im Südwesten an den Distrikt La Matanza, im Norden an die Distrikte Morropón, Santa Catalina de Mossa und Yamango, im Osten an den Distrikt San Juan de Bigote sowie im Südosten an den Distrikt Salitral.